# Seregélyes-Szőlőhegy megállóhely
Seregélyes-Szőlőhegy megállóhely egy Fejér vármegyei vasúti megállóhely a Seregélyes nagyközséghez tartozó Szőlőhegyen, a MÁV üzemeltetésében. Seregélyes központjától légvonalban 3, közúton körülbelül 4-4,5 kilométerre keletre helyezkedik el, csak alsóbbrendű önkormányzati utakon lehet megközelíteni.
2022. április 3-tól Seregélyes-Szőlőhegy megállóhelyen a járatok feltételesen állnak meg.

## Vasútvonalak
A megállóhelyet az alábbi vasútvonalak érintik:
- Székesfehérvár–Pusztaszabolcs-vasútvonal

## Kapcsolódó állomások
A megállóhelyhez az alábbi állomások vannak a legközelebb:
- Seregélyes megállóhely (Székesfehérvár–Pusztaszabolcs-vasútvonal)
- Zichyújfalu vasútállomás (Székesfehérvár–Pusztaszabolcs-vasútvonal)

## Forgalom
| Járat | Útvonal                                                                                     | Gyakoriság   |
| ----- | ------------------------------------------------------------------------------------------- | ------------ |
| S440  | Pusztaszabolcs – Zichyújfalu – Seregélyes-Szőlőhegy – Seregélyes – Börgönd – Székesfehérvár | 1-2 óránként |